# Offenburg vasútállomás
Offenburg vasútállomás egy vasútállomás Offenburgban, Németországban, közel a francia-német határhoz.

## Vasútvonalak
Az állomást az alábbi vasútvonalak érintik:
- Europabahn
- Rheintalbahn
- Schwarzwaldbahn

## Távolsági forgalom
| Járat      | Útvonal | Ütem                            |
| ---------- | --- | ------------------------------- |
| TGV        | Freiburg (Breisgau) – Emmendingen – Lahr (Schwarzw) – Offenburg – Strasbourg – Paris Est                                                                                         | egy vonatpár naponta            |
| ICE 12     | Berlin – Braunschweig – Kassel-Wilhelmshöhe – Frankfurt (Main) – Mannheim – Karlsruhe – Offenburg – Freiburg (Breisgau) – Basel (– Bern – Interlaken Ost)                        | kétóránként                     |
| ICE 43     | (Amsterdam CS – Duisburg –) bzw. (Hannover – Dortmund – Wuppertal –) Köln – Siegburg/Bonn – Frankfurt Flughafen – Mannheim – Karlsruhe – Offenburg – Freiburg (Breisgau) – Basel | kétóránként                     |
| ICE 20     | (Kiel–) Hamburg – Hannover – Kassel-Wilhelmshöhe – Frankfurt (Main) – Karlsruhe – Baden-Baden (–Offenburg) – Freiburg (Breisgau) – Basel SBB – Zürich HB (–Chur)                 | bizonyos vonatok                |
| IC 60      | Basel Bad Bf – Freiburg (Breisgau) – Offenburg – Karlsruhe – Bruchsal – Stuttgart – Augsburg – München-Pasing – München Hbf                                                      | egy vonatpár hétfőtől szombatig |
| IC 35      | Emden – Lingen – Münster (Westf) – Recklinghausen – Duisburg – Köln – Koblenz – Mannheim – Karlsruhe – Offenburg – Konstanz                                                      | bizonyos vonatok hétvégén       |
| EN 470/471 | ÖBB Nightjet Hamburg – Berlin – Halle (Saale) – Frankfurt (Main) Süd – Mannheim – Karlsruhe – Offenburg – Freiburg (Breisgau) – Basel – Zürich                                   | egy vonatpár naponta            |

## Regionális forgalom
| Járat | Útvonal | Ütem                                             |
| ----- | --- | ------------------------------------------------ |
| IRE   | Karlsruhe Hbf – Baden-Baden – Offenburg – Hausach – Villingen (Schwarzwald) – Donaueschingen – Singen (Hohentwiel) – Konstanz (– Kreuzlingen)         | 120 perces ütem                                  |
| RE    | Karlsruhe Hbf – Baden-Baden – Offenburg – Hausach – Villingen (Schwarzwald) – Donaueschingen – Singen (Hohentwiel) – Konstanz (– Kreuzlingen)         | 120 perces ütem                                  |
| RE    | Offenburg – Lahr (Schwarzw) – Emmendingen – Freiburg (Breisgau) Hbf – Bad Krozingen – Müllheim (Baden) – Basel Badischer Bf (– Basel SBB)             | 60 perces ütem                                   |
| RB    | Offenburg – Lahr (Schwarzw) – Emmendingen – Freiburg (Breisgau) Hbf – Bad Krozingen – Müllheim (Baden) – Basel Badischer Bf illetve Neuenburg (Baden) | 60 perces ütem                                   |
| OSB   | Offenburg – Appenweier – Kehl – Straßburg | 60 perces ütem, teilw. 30 perces ütem            |
| OSB   | Bad Griesbach – Oppenau – Oberkirch – Appenweier – Offenburg – Hausach – Alpirsbach – Freudenstadt Hbf                                                | 60 perces ütem                                   |
| OSB   | (Offenburg –) Biberach (Baden) – Zell am Harmersbach – Oberharmersbach-Riersbach                                                                      | 60 perces ütem, Biberachig csak bizonyos vonatok |
| OSB   | Offenburg– Appenweier – Achern | egy vonatpár hétfőtől péntekig                   |